# Дебют Данста
Дебю́т Да́нста (также дебю́т ван Ге́та)  — шахматный дебют, начинающийся ходом: 1. Кb1-c3.
Относится к фланговым началам.

## История
Дебют назван по имени американского мастера Т. А. Данста (1907—1985), который провёл анализ данного начала и применял его на практике. В то же время ход 1. Кb1-c3 известен с начала XIX века (см. примерную партию № 1). Данным образом периодически начинали свои партии такие известные шахматисты, как Д. Блэкберн, Е. Д. Боголюбов, В. Горт, Н. Н. Рашковский. Большой вклад в становление дебюта внёс нидерландский шахматист Д. ван Гет (1932—2012), регулярно и небезуспешно применявший его на высоком уровне, вследствие чего в ряде источников закрепилось альтернативное название — «дебют ван Гета» (в русской литературе широко распространено написание «дебют ван Гейта»).
Дебют Данста считается «неправильным» началом. Долгое время данное начало редко встречалось в серьёзных соревнованиях, однако с начала XXI столетия оно всё чаще используется при игре в блиц и рапид. Известны случаи успешного применения этого дебюта чемпионом мира М. Карлсеном. Из современных российских шахматистов так иногда играет Д. В. Андрейкин. В 2005 году на чемпионате мира ФИДЕ в Сан-Луисе Александр Морозевич, играя белыми, применил ход 1. Кb1-c3 против Юдит Полгар, однако дебют был сведён к сицилианской защите с перестановкой ходов.

## Основные идеи и оценка дебюта
Современная теория рассматривает ход 1. Кb1-c3 как гибкое начало, позволяющее свести игру на схемы различных дебютов. Помимо этого, белые стремятся уклониться от хорошо изученных дебютных вариантов и навязать противнику нестандартную игру.
Главный недостаток первого хода белых связан с его пассивностью. Например, если белые начинают партию путём 1. Kg1-f3 (см. дебют Рети), то они создают фигурное давление на центр и препятствуют ходу 1. …e7-e5. Ход 1. Кb1-c3 лишён данного преимущества, он не создаёт чёрным никаких препятствий для развития: в качестве продолжения они могут выбрать как 1. …e7-e5, так и 1. …d7-d5 (имея поддержку со стороны ферзя). Помимо этого, ранний вывод коня на поле c3 исключает некоторые дебютные варианты, связанные с продвижением белой пешки по линии «c».

## Варианты
- 1. …e7-e5 2. a2-a3 — вариант «Баттаманг»[4][5]. В перспективе возможно расширенное фианкетто путём b2-b4.
- 1. …c7-c5 — ведёт к игре в духе сицилианской защиты. Далее возможно:
  - 2. d2-d4? c5:d4 3. Фd1:d4 Кb8-c6 4. Фd4-h4 — новосибирское начало[6][7]. Ведёт к преимуществу чёрных.
  - 2. Кg1-f3 Кb8-c6 3. d2-d4 c5:d4 4. Кf3:d4 Кg8-f6 5. Сc1-g5
    - 5. …d7-d6 6. e2-e4 — с перестановкой ходов ведёт к атаке Раузера в сицилианской защите.
    - 5. …e7-e6 6. Сg5:f6 g7:f6 7. e2-e3 d7-d5 — с примерным равенством[8].
- 1. …d7-d5 2. e2-e4
  - 2. …e7-e6 — с перестановкой ходов ведёт к французской защите.
  - 2. …c7-c6 — с перестановкой ходов ведёт к защите Каро — Канн.
  - 2. …Кg8-f6! — ведёт к безопасному варианту защиты Алехина.
  - 2. …d5:e4
    - 3. d2-d3 — гамбитный вариант[9].
    - 3. Кc3:e4
      - 3. …Кb8-d7 — с последующим Кg8-f6 ведёт к прочной позиции.
      - 3. …e7-e5?! — рискованная попытка перехватить инициативу. Возможное продолжение: 4. Сf1-c4 Сc8-f5 5. Фd1-f3 Фd8-f7 6. Кe4-g5 Сf5-g6 7. Фf3:b7 — с выигрышем ладьи[10].

## Примерные партии
- Наполеон Бонапарт — графиня де Ремюза, замок Мальмезон, 1804[11]

1. Кb1-c3 e7-e5 2. Кg1-f3 d7-d6 3. e2-e4 f7-f5 4. h2-h3 f5:e4 5. Кc3:e4 Кb8-c6 6. Кfg5 d5 7. Фh5+ g6 8. Фf3 Кh6 9. Кf6+ Крe7 10. Кf6:d5+ Крe7-d6 11. Кg5-e4+ Крd6:d5 12. Сf1-c4+ Крd5:c4 13. Фf3-b3+ Крc4-d4 14. Фb3-d3× 1-0.
- Дик ван Гет — Гёйт, Парамарибо, 1967[12]

1. Кb1-c3 d7-d5 2. e2-e4 d4 3. Кc3-e2 e7-e5 4. Кe2-g3 g7-g6 5. Сf1-c4 Сf8-g7 6. d2-d3 c7-c5 7. Кg1-f3 Кb8-c6 8. c2-c3 Кg8-e7 9. Кf3-g5 0—0 10. Кg3-h5! Сg7-h8 11. Фd1-f3 Фd8-e8 12. Кh5-f6+ Сh8:f6 13. Фf3:f6 d4:c3 14. Кg5:f7 Лf8:f7 15. Сc1-h6 1-0.